# Idioma atsugewi
El atsugewi es una lengua indígena extinta de la familia palaihnihana, hablada anteriormente por los atsugewi del noreste de California. En 1962 quedaban solo cuatro hablantes ancianos del grupo étnico atsugewi, por entonces formado por doscientos miembros. 
El atsugwi está emparentado con el achumawi, junto con el que forma el grupo palihnihano, que se supone esté relacionado con las lenguas hokanas. El autoglotónimo es atsugé, y el sufijo -wi procede del achumawi y se sufija erróneamente al término original.

## Fonología
El atsugewi tiene 32 consonantes, la mayoría de ellas aparecen en pares de consonante no glotalizada y su correspondiente glotalizada. Las oclusivas y las africadas poseen además la oposición de aspiración (excepto la oclusiva glotal):
|             |          | Bilabial | Alveolar | Palatal | Velar | Uvular | Glotal |
| ----------- | -------- | -------- | -------- | ------- | ----- | ------ | ------ |
| Nasal       | simple   | m        | n        |         |       |        |        |
| Nasal       | glot.    | mˀ       | nˀ       |         |       |        |        |
| oclusiva    | simple   | p        | t        |         | k     | q      | ʔ      |
| oclusiva    | eyectiva | pʼ       | tʼ       | tʃʼ     | kʼ    | qʼ     |        |
| oclusiva    | aspirada | pʰ       | tʰ       | tʃʰ     | kʰ    | qʰ     |        |
| Fricativa   | simple   |          | s        |         |       |        | h ɦ    |
| Fricativa   | eyectiva |          | sʼ       |         |       |        |        |
| vibrante    | simple   |          | r        |         |       |        |        |
| vibrante    | glot.    |          | rˀ       |         |       |        |        |
| Aproximante | simple   |          | l        | j       | w     |        |        |
| Aproximante | glot.    |          | lˀ       | jˀ      | wˀ    |        |        |
El atsugewi tiene solo tres vocales  /a/, /o/, /i/. También existen los sonidos [e] u [u] aunque se trata de alófonos de /i/ y /o/ respectivamente y no fonemas independientes. Aunque L. Talmy (1972) argumentó que existen unos pocos casos como la palabra ce 'ojo(s)' donde la e parece analizable como fonema independiente.